# Кончита Мартинес
Инмакулада Консепсион „Кончита“ Мартинес Бернат (на испански: Inmaculada Concepción („Conchita“) Martínez Bernat) е испанска тенисистка.

## Кариера
През 1988 г. Мартинез печели първия турнир в кариерата си „Витоша Ню Отани“ в София.
Тя е единствената испанка – шампионка на Уимбълдън, през 1994 г. побеждава на финала Мартина Навратилова. Финалистка е на Откритото първенство на Австралия през 1998 г. и на Ролан Гарос през 2000 г.
Печели два сребърни медала на двойки от летните олимпийски игри в Барселона 1992 (с Аранча Санчес-Викарио) и Атина 2004 (с Вирхиния Руано Паскуал), и един бронзов от Атланта 1996 година (с Аранча Санчес-Викарио).
Достига до №2 в световната ранглиста по тенис за жени.
През 2006 г., на 33-годишна възраст слага край на професионалната си кариера.

## Личен живот
Мартинез е лесбийка. През 90-те години на двадесети век има връзка с тенисистката Джиджи Фернандез.

## Класиране в ранглистата в края на годината
След 1995 г.
| Година | 1995 | 1996 | 1997 | 1998 | 1999 | 2000 | 2001 | 2002 | 2003 | 2004 | 2005 |
| Сингъл | 2    | 5    | 12   | 8    | 15   | 5    | 35   | 34   | 18   | 42   | 32   |
| Двойки | -    | -    | -    | -    | -    | -    | 19   | 16   | 21   | 14   | 9    |

## Успехи

### Победи в турнири от Големия шлем (1)
| Година | Турнир    | Съперник            | Резултат            |
| 1994   | Уимбълдън | Мартина Навратилова | 6 – 4, 3 – 6, 6 – 3 |

### Загубени финали в турнири от Големия шлем (2)
| Година | Турнир                          | Съперник       | Резултат     |
| 1998   | Открито първенство на Австралия | Мартина Хингис | 6 – 3, 6 – 3 |
| 2000   | Ролан Гарос                     | Мери Пиърс     | 6 – 2, 7 – 5 |

### Загубени финали на двойки в турнири от Големия шлем (2)
| Година | Турнир          | Партньор              | Съперници                           | Резултат     |
| 1992   | Ролан Гарос     | Аранча Санчес Викарио | Джиджи Фернандес Наталия Зверева    | 6 – 3, 6 – 2 |
| 2001   | Ролан Гарос (2) | Йелена Докич          | Вирхиния Руано Паскуал Паола Суарес | 6 – 2, 6 – 1 |